# Émile Hamilius

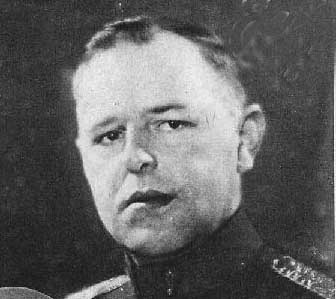
Émile Hamilius

Émile Hamilius (* 16. Mai 1897 in Esch-sur-Alzette; † 7. März 1971 in Luxemburg) war ein luxemburgischer Fußballspieler, -funktionär und Politiker der Demokratesch Partei.

## Werdegang
Als junger Mann war Hamilius als Fußballspieler erfolgreich. Er bestritt für sein Heimatland vier Länderspiele und nahm mit der Nationalmannschaft 1920 am olympischen Fußballturnier in Antwerpen teil. Sein einziges Spiel bestritt er am 28. August 1920 bei der 0:3-Achtelfinalniederlage gegen die Nationalmannschaft der Niederlande. Nach Beendigung seiner aktiven Laufbahn blieb er dem Fußball verbunden und war von 1950 bis 1961 Präsident des Luxemburgischen Fußballverbandes (FLF).
Sein beruflicher Werdegang begann als Offizier in der luxemburgischen Armee. Später war er als Geschäftsführer des bekannten Haushalts- und Spielwarenhauses Lassner am Luxemburger Place Guillaume II tätig.
Nach Ende des Zweiten Weltkriegs gehörte Hamilius zu den Mitbegründern der GPD (Groupement Patriotique et Démocratique), der späteren Demokratischen Partei. Von 1946 bis 1963 amtierte er als Bürgermeister der Stadt Luxemburg. Zudem war er von 1937 bis 1940, von 1945 bis 1958 und von 1959 bis 1964 Abgeordneter zur Deputiertenkammer. Zwischen 1953 und 1959 war er der zweite Präsident des Rats der Gemeinden und Regionen Europas (RGRE).
Sein Sohn Jean war von 1974 bis 1979 als Minister Mitglied im Kabinett von Gaston Thorn.

## Ehrungen
- 1958: Großes Verdienstkreuz mit Stern der Bundesrepublik Deutschland
- 1960: Komtur des Ordens der Eichenkrone
- Benennung des Place Hamilius in Luxemburg
- Benennung des Centre Émile Hamilius in Luxemburg